# Karl Schnabl
Karl Schnabl (* 8. März 1954 in Achomitz, Gemeinde Hohenthurn, Kärnten) ist ein ehemaliger österreichischer Skispringer. Sein größter Erfolg war die olympische Goldmedaille 1976 auf der Großschanze in Innsbruck.

## Sportlicher Werdegang
Das Mitglied des zweisprachigen Vereins Sportverein Achomitz/Športno društvo Zahomec wurde 1970 vom damaligen ÖSV-Trainer Baldur Preiml entdeckt und in das Skigymnasium in Stams (Tirol) geholt. Dort konnte er schon bald mit guten Leistungen aufwarten. Einige Jahre später waren Karl Schnabl und Anton Innauer im Verein mit Alois Lipburger, Willi Pürstl und Reinhold Bachler die Protagonisten des erfolgreichen österreichischen Skisprungteams der 1970er Jahre, das Baldur Preiml ausgeformt hatte. In der Saison 1974/1975 war Karl Schnabl der erfolgreichste Skispringer der Weltelite. Bei der Vierschanzen-Tournee gewann er überlegen die drei Bewerbe ab dem Neujahrsspringen, doch Rang 35 beim Startspringen verhinderte den Gesamtsieg. Schnabl dominierte auch die Saison 1975/1976.
Nach zahlreichen Einzelsiegen und einem Dritten Platz bei der Skiflug-Weltmeisterschaft 1975 am Kulm fuhr Schnabl als einer der Favoriten zu den Olympischen Spielen in Innsbruck. Bei diesen Heimspielen sicherte er sich eine Bronzemedaille auf der Normalschanze und den Olympiasieg auf der Großschanze. Dabei konnte der Österreicher im zweiten Durchgang den bereits klar führenden Innauer noch abfangen. Bei diversen Skisprunggroßveranstaltungen erreichte Karl Schnabl 13 Top-Ten-Platzierungen. In der Anfang Juni 1976 veröffentlichten FIS-Weltrangliste lag er mit 119 Punkten gleichauf mit Innauer auf Rang 1; nur einen Punkt vor Hans-Georg Aschenbach.
1976, nach seinem Olympiasieg, kam es beim feierlichen Empfang seiner Heimatgemeinde, die im deutsch-slowenischsprachigen Gebiet Kärntens liegt, zu einem Eklat durch deutschnationale Kreise, welche die zweisprachige Feier durch Pfiffe, Zwischenrufe und Abschalten des Mikrofons stören wollten.
Die darauffolgende Saison verlief für die Österreichische Nationalmannschaft aufgrund von Problemen mit Anzügen und Skiern schlecht. Auch der Start in die Saison 1977/78 verlief mäßig, so dass er beschloss, bei der Vierschanzentournee vorerst die beiden Springen in Deutschland auszulassen. Schnabl versuchte seine Form mit Trainings in Tarvis wiederzuerlangen und startete am 4. Januar auf der Bergiselschanze, wo er Rang 30 belegte. Es folgte ein 13. Rang in Bischofshofen.
Bei der Weltmeisterschaft 1978 in Lahti wurde Schnabl Vierter auf der Normalschanze. Im Training für die Großschanze erlitt er am 23. Februar einen Bändereinriss und beendete kurze Zeit danach seine Karriere.

## Nach der Sportkarriere
Nach seinem Karriereende 1978 begann Schnabl ein Medizinstudium in Innsbruck und promovierte 1984. Er fand seine erste Anstellung als Arzt im Landeskrankenhaus Villach. 1987 erhielt Schnabl von der österreichischen Akademie der Ärzte das Sportarztdiplom überreicht. 1989 eröffnete er in Innsbruck seine eigene sportmedizinische Praxis und war auch Mannschaftsarzt der österreichischen Skispringer. Von 1994 bis 2019 leitete Schnabl das Sportmedizinische Institut des Landes Kärnten.

## Privat
Karl Schnabl ist verheiratet und ist Vater eines Sohnes. Er wohnt in Latschach (Gemeinde Magdalensberg), Kärnten.

## Sportliche Erfolge
- 13 Top-Ten-Platzierungen bei FIS-Skisprunggroßveranstaltungen, Weltmeisterschaften und Olympischen Spielen, u. a. Holmenkollensieg am 14. März 1976[7]

### Olympische Winterspiele
- Innsbruck 1976: 3. Platz Normalschanze, 1. Platz Großschanze

### Weltmeisterschaften
- Kulm 1975: 3. Platz Flugschanze
- Innsbruck 1976: 3. Platz Normalschanze, 1. Platz Großschanze
- Vikersund 1977: 32. Platz Flugschanze
- Lahti 1978: 4. Platz Normalschanze

### Vierschanzen-Tournee
- 1973: 27. Platz (30. Oberstdorf, 33. Garmisch, 25. Innsbruck, 33. Bischofshofen)
- 1975: 3. Platz (35. Oberstdorf, 1. Garmisch, 1. Innsbruck, 1. Bischofshofen)
- 1976: 2. Platz (7. Oberstdorf, 2. Garmisch, 2. Innsbruck, 4. Bischofshofen)
- 1977: 7. Platz (29. Oberstdorf, 21. Garmisch, 4. Innsbruck, 2. Bischofshofen)
- 1978: 66. Platz (30. Innsbruck, 13. Bischofshofen)

### Österreichische Meisterschaften
- 1972: Normalschanze, Feldkirchen – 3. Platz
- 1975: Normalschanze, Andelsbuch – 1. Platz
- 1976: Normalschanze, Bad Goisern – 1. Platz
- 1977: Normalschanze, Schwarzach – 1. Platz
- 1978: Normalschanze, Wörgl – 3. Platz
- 1978: Großschanze, Murau – 2. Platz

### Ranglisten-Platzierung
- 1974/75: 1. Weltrangliste
- 1975/76: 1. Weltrangliste

### Schanzenrekorde
| Ort       | Land       | Weite              | aufgestellt am | Rekord bis     |
| --------- | ---------- | ------------------ | -------------- | -------------- |
| Innsbruck | Österreich | 99,0 m (HS: 130 m) | 4. Jänner 1975 | 4. Jänner 1975 |

## Filme
- Olympiasieger und Überflieger Karl Schnabl und das Schisprungwunderteam. Ein Film von Best Media GmbH, Ferdinand Macek und Sigi Bergmann. Erstausstrahlung im November 2014 auf ORF SPORT +

## Auszeichnungen (Auszug)
- 1996: Goldenes Ehrenzeichen für Verdienste um die Republik Österreich
- Der Sportpresseklub Kärnten wählte ihn – ex aequo mit Franz Klammer – zum „Kärntner Sportler des Jahres 1976“ (Quelle: Favorit für Kärntens Sportler des Jahres ist „Mathias Mayer“ – Villach – http://villach.awm.at/kaerntens-sportler-des-jahres.html).